# Crenicichla coppenamensis
Crenicichla coppenamensis är en fiskart som beskrevs av Ploeg, 1987. Crenicichla coppenamensis ingår i släktet Crenicichla och familjen Cichlidae. Inga underarter finns listade i Catalogue of Life.